# Max-Eugen Kemper
Max-Eugen Kemper (* 23. Mai 1938 in Neheim oder Hüsten) ist ein deutscher katholischer Theologe.

## Leben
Er besuchte das Franz-Stock-Gymnasium und die Jugenddorf-Christopherus-Schule Oberurff. Nach dem Abitur studierte er Theologie in Paderborn und von 1960 bis 1967 Philosophie und Theologie an der Gregoriana, wo er 1963 das Lizenziat in Philosophie und 1967 in Theologie erwarb. In Sant’Ignazio di Loyola in Campo Marzio wurde er am 10. Oktober 1966 zum Priester geweiht.
1967 wurde er Kaplan an St. Walburga in Werl; von 1967 bis 1970 war er Kaplan in Delbrück. 1970 wurde er zum Studium der Religionspädagogik in München beurlaubt, wo er auch Kaplan an der Heilig-Blut-Kirche war. Von 1973 bis 1976 war er wissenschaftlicher Assistent im Fach Erziehungswissenschaften an der Universität München, wo er 1977 mit dem Thema Wort – Situation – Sakrament – Ein Neuansatz in der Sakramententheologie und dessen Relevanz für die Praktische Theologie zum Dr. theol. promoviert wurde. 1976 kehrte er in die Erzdiözese Paderborn zurück.
1981 wurde er zum Leiter der Hauptabteilung Schule und Erziehung der Erzdiözese Paderborn und zum Geistlichen Rat ernannt. Von 1982 bis 1989 war er ein Referent in der Zentralstelle Bildung der Deutschen Bischofskonferenz. Von 1989 bis 2003 war er für den Staatsdienst im Auswärtigen Amt als Geistlicher Botschaftsrat I. Klasse an der Deutschen Botschaft beim Heiligen Stuhl in Rom freigestellt; die Beförderung zum Botschaftsrat I. Klasse erfolgte am 1. Januar 1992. Papst Johannes Paul II. ernannte ihn am 30. April 1990 zum Ehrenprälaten Seiner Heiligkeit. Bundespräsident Johannes Rau verlieh ihm am 9. Juli 2001 das Bundesverdienstkreuz I. Klasse.
Bischof Heinz Josef Algermissen ernannte ihn im Juli 2002 für seine wissenschaftlichen Verdienste zum Honorarprofessor für Didaktik der Christlichen Kunst der Theologischen Fakultät Fulda. Am 23. Februar 2003 erfolgte seine Ernennung zum Koadjutor des Domkapitels des Petersdoms.

## Schriften (Auswahl)
- Franz von Assisi. Ein großer Liebender. Dietrich-Coelde-Verlag, Werl 1998, ISBN 3-87163-236-8.
- Die Botschaft der Bundesrepublik Deutschland beim Heiligen Stuhl Rom (Kleine Kunstführer Nummer 2721). Schnell + Steiner, Regensburg 2009, ISBN 978-3-7954-6807-1.
  - Die Botschaft der Bundesrepublik Deutschland beim Heiligen Stuhl Rom (Kleine Kunstführer Nummer 2721). 2. aktualisierte Auflage, Schnell + Steiner, Regensburg 2014, ISBN 978-3-7954-6807-1.
- mit Arnold Nesselrath: Herzkammer der Kirche. Die Sixtinische Kapelle und ihr Bildprogramm (Bensberger Edition Band 3). Thomas-Morus-Akademie Bensberg, Bergisch Gladbach 2011, ISBN 978-3-89198-120-7.
- Miniaturen des Lebens, Miniaturen des Glaubens. Meditationen zu Urbildern. Kunstverlag Josef Fink, Lindenberg im Allgäu 1998, ISBN 3-95976-006-X.